# Guatteria ecuadorensis
Guatteria ecuadorensis är en kirimojaväxtart som beskrevs av Robert Elias Fries. Guatteria ecuadorensis ingår i släktet Guatteria och familjen kirimojaväxter. IUCN kategoriserar arten globalt som sårbar. Inga underarter finns listade i Catalogue of Life.